# Selección de fútbol de Omán
La selección de fútbol de Omán (en árabe: منتخب سلطنة عُمان لكرة القدم‎) es el equipo representativo del país en las competiciones oficiales desde 1978. Su organización está a cargo de la Asociación de Fútbol de Omán. Es miembro de FIFA y de la AFC. Su mayor logró ha sido a nivel sub-17, donde obtuvieron el cuarto lugar en la Copa Mundial de Fútbol Sub-17 de 1995 jugado en Ecuador.

## Estadísticas

### Copa Mundial de Fútbol
| Copa Mundial de Fútbol | Copa Mundial de Fútbol  | Copa Mundial de Fútbol  | Copa Mundial de Fútbol  | Copa Mundial de Fútbol  | Copa Mundial de Fútbol  | Copa Mundial de Fútbol  | Copa Mundial de Fútbol  |
| Año                    | Ronda                   | J                       | G                       | E                       | P                       | GF                      | GC                      |
| ---------------------- | ----------------------- | ----------------------- | ----------------------- | ----------------------- | ----------------------- | ----------------------- | ----------------------- |
| 1930 - 1962            | No existía la selección | No existía la selección | No existía la selección | No existía la selección | No existía la selección | No existía la selección | No existía la selección |
| 1966 - 1982            | No participó            | No participó            | No participó            | No participó            | No participó            | No participó            | No participó            |
| 1986                   | Se retiró               | Se retiró               | Se retiró               | Se retiró               | Se retiró               | Se retiró               | Se retiró               |
| 1990                   | No clasificó            | No clasificó            | No clasificó            | No clasificó            | No clasificó            | No clasificó            | No clasificó            |
| 1994                   | No clasificó            | No clasificó            | No clasificó            | No clasificó            | No clasificó            | No clasificó            | No clasificó            |
| 1998                   | No clasificó            | No clasificó            | No clasificó            | No clasificó            | No clasificó            | No clasificó            | No clasificó            |
| 2002                   | No clasificó            | No clasificó            | No clasificó            | No clasificó            | No clasificó            | No clasificó            | No clasificó            |
| 2006                   | No clasificó            | No clasificó            | No clasificó            | No clasificó            | No clasificó            | No clasificó            | No clasificó            |
| 2010                   | No clasificó            | No clasificó            | No clasificó            | No clasificó            | No clasificó            | No clasificó            | No clasificó            |
| 2014                   | No clasificó            | No clasificó            | No clasificó            | No clasificó            | No clasificó            | No clasificó            | No clasificó            |
| 2018                   | No clasificó            | No clasificó            | No clasificó            | No clasificó            | No clasificó            | No clasificó            | No clasificó            |
| 2022                   | No clasificó            | No clasificó            | No clasificó            | No clasificó            | No clasificó            | No clasificó            | No clasificó            |
| 2026                   | No clasificó            | No clasificó            | No clasificó            | No clasificó            | No clasificó            | No clasificó            | No clasificó            |
| 2030                   | Por disputarse          | Por disputarse          | Por disputarse          | Por disputarse          | Por disputarse          | Por disputarse          | Por disputarse          |
| 2034                   | Por disputarse          | Por disputarse          | Por disputarse          | Por disputarse          | Por disputarse          | Por disputarse          | Por disputarse          |
| Total                  | 0/22                    | -                       | -                       | -                       | -                       | -                       | -                       |

### Copa Asiática
| Copa Asiática | Copa Asiática           | Copa Asiática           | Copa Asiática           | Copa Asiática           | Copa Asiática           | Copa Asiática           | Copa Asiática           |
| Año           | Ronda                   | J                       | G                       | E                       | P                       | GF                      | GC                      |
| ------------- | ----------------------- | ----------------------- | ----------------------- | ----------------------- | ----------------------- | ----------------------- | ----------------------- |
| 1956 - 1964   | No existía la selección | No existía la selección | No existía la selección | No existía la selección | No existía la selección | No existía la selección | No existía la selección |
| 1968 - 1980   | No participó            | No participó            | No participó            | No participó            | No participó            | No participó            | No participó            |
| 1984          | No clasificó            | No clasificó            | No clasificó            | No clasificó            | No clasificó            | No clasificó            | No clasificó            |
| 1988          | Se retiró               | Se retiró               | Se retiró               | Se retiró               | Se retiró               | Se retiró               | Se retiró               |
| 1992          | No clasificó            | No clasificó            | No clasificó            | No clasificó            | No clasificó            | No clasificó            | No clasificó            |
| 1996          | No clasificó            | No clasificó            | No clasificó            | No clasificó            | No clasificó            | No clasificó            | No clasificó            |
| 2000          | No clasificó            | No clasificó            | No clasificó            | No clasificó            | No clasificó            | No clasificó            | No clasificó            |
| 2004          | Fase de grupos          | 3                       | 1                       | 1                       | 1                       | 4                       | 3                       |
| 2007          | Fase de grupos          | 3                       | 0                       | 2                       | 1                       | 1                       | 3                       |
| 2011          | No clasificó            | No clasificó            | No clasificó            | No clasificó            | No clasificó            | No clasificó            | No clasificó            |
| 2015          | Fase de grupos          | 3                       | 1                       | 0                       | 2                       | 1                       | 5                       |
| 2019          | Octavos de final        | 4                       | 1                       | 0                       | 3                       | 4                       | 6                       |
| 2023          | Fase de grupos          | 3                       | 0                       | 2                       | 1                       | 2                       | 3                       |
| 2027          | Clasificado             | Clasificado             | Clasificado             | Clasificado             | Clasificado             | Clasificado             | Clasificado             |
| Total         | 6/19                    | 16                      | 3                       | 5                       | 8                       | 12                      | 20                      |

## Torneos regionales

### Campeonato de la WAFF
| Campeonato de la WAFF | Campeonato de la WAFF | Campeonato de la WAFF | Campeonato de la WAFF | Campeonato de la WAFF | Campeonato de la WAFF | Campeonato de la WAFF | Campeonato de la WAFF |
| Año                   | Ronda                 | J                     | G                     | E                     | P                     | GF                    | GC                    |
| --------------------- | --------------------- | --------------------- | --------------------- | --------------------- | --------------------- | --------------------- | --------------------- |
| 2000 - 2007           | No participó          | No participó          | No participó          | No participó          | No participó          | No participó          | No participó          |
| 2008                  | Fase de grupos        | 2                     | 0                     | 0                     | 2                     | 2                     | 5                     |
| 2010                  | Fase de grupos        | 2                     | 0                     | 1                     | 1                     | 2                     | 4                     |
| 2012                  | Tercer lugar          | 5                     | 3                     | 0                     | 2                     | 5                     | 3                     |
| 2014                  | Fase de grupos        | 2                     | 0                     | 2                     | 0                     | 0                     | 0                     |
| 2019                  | No participó          | No participó          | No participó          | No participó          | No participó          | No participó          | No participó          |
| 2023                  | Clasificado           | Clasificado           | Clasificado           | Clasificado           | Clasificado           | Clasificado           | Clasificado           |
| Total                 | 5/10                  | 11                    | 3                     | 3                     | 5                     | 9                     | 12                    |

### Copa de Naciones Árabe
| Copa de Naciones Árabe | Copa de Naciones Árabe | Copa de Naciones Árabe | Copa de Naciones Árabe | Copa de Naciones Árabe | Copa de Naciones Árabe | Copa de Naciones Árabe | Copa de Naciones Árabe |
| Año                    | Ronda                  | J                      | G                      | E                      | P                      | GF                     | GC                     |
| ---------------------- | ---------------------- | ---------------------- | ---------------------- | ---------------------- | ---------------------- | ---------------------- | ---------------------- |
| 1963                   | No participó           | No participó           | No participó           | No participó           | No participó           | No participó           | No participó           |
| 1964                   | No participó           | No participó           | No participó           | No participó           | No participó           | No participó           | No participó           |
| 1966                   | Fase de grupos         | 3                      | 0                      | 0                      | 3                      | 1                      | 24                     |
| 1985                   | No participó           | No participó           | No participó           | No participó           | No participó           | No participó           | No participó           |
| 1988                   | No participó           | No participó           | No participó           | No participó           | No participó           | No participó           | No participó           |
| 1992                   | No participó           | No participó           | No participó           | No participó           | No participó           | No participó           | No participó           |
| 1998                   | Se retiró              | Se retiró              | Se retiró              | Se retiró              | Se retiró              | Se retiró              | Se retiró              |
| 2002                   | No participó           | No participó           | No participó           | No participó           | No participó           | No participó           | No participó           |
| 2009                   | Cancelado              | Cancelado              | Cancelado              | Cancelado              | Cancelado              | Cancelado              | Cancelado              |
| 2012                   | No participó           | No participó           | No participó           | No participó           | No participó           | No participó           | No participó           |
| Copa Árabe de la FIFA  |                        |                        |                        |                        |                        |                        |                        |
| 2021                   | Cuartos de final       | 4                      | 1                      | 1                      | 2                      | 6                      | 5                      |
| Total                  | 2/11                   | 7                      | 1                      | 1                      | 5                      | 7                      | 29                     |

### Copa de Naciones del Golfo
| Copa de Naciones del Golfo | Copa de Naciones del Golfo | Copa de Naciones del Golfo | Copa de Naciones del Golfo | Copa de Naciones del Golfo | Copa de Naciones del Golfo | Copa de Naciones del Golfo | Copa de Naciones del Golfo |
| Año                        | Ronda                      | J                          | G                          | E                          | P                          | GF                         | GC                         |
| -------------------------- | -------------------------- | -------------------------- | -------------------------- | -------------------------- | -------------------------- | -------------------------- | -------------------------- |
| 1970                       | No participó               | No participó               | No participó               | No participó               | No participó               | No participó               | No participó               |
| 1972                       | No participó               | No participó               | No participó               | No participó               | No participó               | No participó               | No participó               |
| 1974                       | Fase de grupos             | 2                          | 0                          | 0                          | 2                          | 0                          | 9                          |
| 1976                       | Séptimo lugar              | 6                          | 0                          | 1                          | 5                          | 3                          | 21                         |
| 1979                       | Séptimo lugar              | 6                          | 0                          | 0                          | 6                          | 1                          | 21                         |
| 1982                       | Sexto lugar                | 5                          | 0                          | 0                          | 5                          | 2                          | 15                         |
| 1984                       | Séptimo lugar              | 6                          | 0                          | 2                          | 4                          | 3                          | 9                          |
| 1986                       | Séptimo lugar              | 6                          | 0                          | 1                          | 4                          | 4                          | 11                         |
| 1988                       | Séptimo lugar              | 6                          | 1                          | 1                          | 4                          | 3                          | 9                          |
| 1990                       | Cuarto lugar               | 4                          | 0                          | 3                          | 1                          | 4                          | 6                          |
| 1992                       | Sexto lugar                | 5                          | 0                          | 0                          | 5                          | 1                          | 10                         |
| 1994                       | Sexto lugar                | 5                          | 0                          | 2                          | 3                          | 4                          | 9                          |
| 1996                       | Sexto lugar                | 5                          | 0                          | 2                          | 3                          | 2                          | 7                          |
| 1998                       | Cuarto lugar               | 5                          | 1                          | 1                          | 3                          | 6                          | 12                         |
| 2002                       | Quinto lugar               | 5                          | 1                          | 1                          | 3                          | 5                          | 7                          |
| 2003                       | Cuarto lugar               | 6                          | 2                          | 2                          | 2                          | 6                          | 4                          |
| 2004                       | Subcampeón                 | 5                          | 3                          | 1                          | 1                          | 10                         | 7                          |
| 2007                       | Subcampeón                 | 5                          | 4                          | 0                          | 1                          | 7                          | 4                          |
| 2009                       | Campeón                    | 5                          | 3                          | 2                          | 0                          | 7                          | 0                          |
| 2010                       | Fase de grupos             | 3                          | 0                          | 3                          | 0                          | 1                          | 1                          |
| 2013                       | Fase de grupos             | 3                          | 0                          | 1                          | 2                          | 1                          | 4                          |
| 2014                       | Cuarto lugar               | 5                          | 1                          | 2                          | 2                          | 7                          | 5                          |
| 2017                       | Campeón                    | 5                          | 3                          | 1                          | 1                          | 4                          | 1                          |
| 2019                       | Fase de grupos             | 3                          | 1                          | 1                          | 1                          | 3                          | 4                          |
| 2023                       | Subcampeón                 | 5                          | 3                          | 1                          | 1                          | 8                          | 6                          |
| 2024                       | Subcampeón                 | 5                          | 2                          | 2                          | 1                          | 6                          | 5                          |
| Total                      | 23/25                      | 111                        | 23                         | 28                         | 59                         | 92                         | 182                        |

### Copa de Naciones CAFA
| Copa de Naciones CAFA | Copa de Naciones CAFA | Copa de Naciones CAFA | Copa de Naciones CAFA | Copa de Naciones CAFA | Copa de Naciones CAFA | Copa de Naciones CAFA | Copa de Naciones CAFA |
| Año                   | Ronda                 | J                     | G                     | E                     | P                     | GF                    | GC                    |
| --------------------- | --------------------- | --------------------- | --------------------- | --------------------- | --------------------- | --------------------- | --------------------- |
| 2023                  | Tercer lugar          | 4                     | 2                     | 1                     | 1                     | 4                     | 4                     |
| Total                 | 1/1                   | 4                     | 2                     | 1                     | 1                     | 4                     | 4                     |

## Palmarés

### Selección mayor
- Copa de Naciones del Golfo (2): 2009 y 2017.

### Selección Sub-17
- Campeonato Sub-16 de la AFC (2): 1996 y 2000.

## Últimos partidos y próximos encuentros
Actualizado al último partido jugado el 10 de junio de 2025
| Fecha      | Ciudad           | Local           | Resultado | Visitante       | Competición                      |
| ---------- | ---------------- | --------------- | --------- | --------------- | -------------------------------- |
| 14-11-2024 | Mascate          | Omán            | 1:0       | Palestina       | Clasificación Mundial 2026       |
| 19-11-2024 | Mascate          | Omán            | 0:1       | Irak            | Clasificación Mundial 2026       |
| 16-12-2024 | Mascate          | Omán            | 1:0       | Yemen           | Partido amistoso                 |
| 21-12-2024 | Ciudad de Kuwait | Kuwait          | 1:1       | Omán            | Copa del Golfo 2024              |
| 24-12-2024 | Sulaibikhat      | Catar           | 1:2       | Omán            | Copa del Golfo 2024              |
| 27-12-2024 | Sulaibikhat      | Omán            | 1:1       | Emiratos Árabes | Copa del Golfo 2024              |
| 31-12-2024 | Ciudad de Kuwait | Arabia Saudita  | 1:2       | Omán            | Copa del Golfo 2024              |
| 04-01-2025 | Ciudad de Kuwait | Baréin          | 2:1       | Omán            | Copa del Golfo 2024              |
| 13-03-2025 | Mascate          | Omán            | 0:0       | Sudán           | Partido amistoso                 |
| 20-03-2025 | Goyang           | Corea del Sur   | 1:1       | Omán            | Clasificación Mundial 2026       |
| 25-03-2025 | Ciudad de Kuwait | Kuwait          | 0:1       | Omán            | Clasificación Mundial 2026       |
| 20-05-2025 | Mascate          | Omán            | 4:1       | Níger           | Partido amistoso                 |
| 28-05-2025 | Mascate          | Omán            | 1:0       | Líbano          | Partido amistoso                 |
| 05-06-2025 | Mascate          | Omán            | 0:3       | Jordania        | Clasificación Mundial 2026       |
| 10-06-2025 | Amán             | Palestina       | 1:1       | Omán            | Clasificación Mundial 2026       |
| 30-08-2025 | Taskent          | Uzbekistán      | -:-       | Omán            | Copa CAFA 2025                   |
| 02-09-2025 | Taskent          | Kirguistán      | -:-       | Omán            | Copa CAFA 2025                   |
| 05-09-2025 | Taskent          | Turkmenistán    | -:-       | Omán            | Copa CAFA 2025                   |
| 08-10-2025 | Rayán            | Catar           | -:-       | Omán            | Clasificación Mundial 2026       |
| 11-10-2025 | Rayán            | Emiratos Árabes | -:-       | Omán            | Clasificación Mundial 2026       |
| -11-2025   | TBD              | Omán            | -:-       | Somalia         | Clas. Copa Árabe de la FIFA 2025 |

## Jugadores

### Última convocatoria
Lista de jugadores convocados para los partidos de eliminatoria rumbo a la Copa del Mundo 2026 ante Corea del Sur y Kuwait celebrados en marzo de 2025.
| No. | Pos. | Jugador                  | Fecha de nacimiento (edad)         | Apa. | Goles | Club              |
| --- | ---- | ------------------------ | ---------------------------------- | ---- | ----- | ----------------- |
| 1   | POR  | Ibrahim Al-Mukhaini      | 20 de junio de 1997 (28 años)      | 41   | 0     | Al-Nahda          |
| 18  | POR  | Muatasim Al-Wahaibi      | 26 de mayo de 1998 (27 años)       | 0    | 0     | Al-Seeb           |
| 22  | POR  | Abdulmalik Al-Badri      | 24 de agosto de 1998 (26 años)     | 0    | 0     | Al-Shabab         |
|     |      |                          |                                    |      |       |                   |
| 2   | DEF  | Ghanim Al-Habashi        | 4 de agosto de 1998 (27 años)      | 2    | 0     | Al-Nahda          |
| 3   | DEF  | Thani Al-Rushaidi        | 16 de marzo de 1995 (30 años)      | 6    | 0     | Al-Nahda          |
| 6   | DEF  | Ahmed Al-Khamisi         | 26 de noviembre de 1991 (33 años)  | 58   | 0     | Al-Seeb           |
| 9   | DEF  | Majid Al-Saadi           | 9 de mayo de 1996 (29 años)        | 0    | 0     | Al-Shabab         |
| 13  | DEF  | Amjad Al-Harthi          | 1 de enero de 1994 (31 años)       | 35   | 1     | Al-Seeb           |
| 14  | DEF  | Ahmed Al-Kaabi           | 15 de septiembre de 1996 (28 años) | 44   | 0     | Al-Nahda          |
| 16  | DEF  | Khalid Al-Braiki         | 3 de julio de 1993 (32 años)       | 46   | 1     | Al-Shabab         |
| 17  | DEF  | Ali Al-Busaidi           | 21 de marzo de 1991 (34 años)      | 100  | 4     | Al-Seeb           |
| 23  | DEF  | Mulham Al-Sinaidi        | 15 de marzo de 2002 (23 años)      | 2    | 0     | Al-Nasr           |
|     |      |                          |                                    |      |       |                   |
| 4   | MED  | Arshad Al-Alawi          | 12 de abril de 2000 (25 años)      | 57   | 8     | Al-Seeb           |
| 8   | MED  | Zahir Al-Aghbari         | 28 de mayo de 1999 (26 años)       | 51   | 0     | Al-Seeb           |
| 10  | MED  | Jameel Al-Yahmadi        | 27 de julio de 1996 (29 años)      | 83   | 4     | Al-Seeb           |
| 12  | MED  | Abdullah Fawaz           | 3 de octubre de 1996 (28 años)     | 54   | 7     | Al-Nahda          |
| 19  | MED  | Hatem Al-Rushadi         | 15 de febrero de 1996 (29 años)    | 7    | 0     | Al-Shabab         |
| 20  | MED  | Salaah Al-Yahyaei        | 17 de agosto de 1998 (26 años)     | 63   | 9     | Al-Khaldiya       |
|     | MED  | Harib Al-Saadi           | 1 de febrero de 1990 (35 años)     | 104  | 1     | Al-Nahda          |
|     | MED  | Nasser Al-Rawahi         | 26 de junio de 2001 (24 años)      | 2    | 0     | Al-Nahda          |
|     | MED  | Hussein Al-Shahri        | 26 de diciembre de 2002 (22 años)  | 1    | 0     | Al-Nahda          |
|     |      |                          |                                    |      |       |                   |
| 5   | DEL  | Faraj Al-Kiyumi          | 17 de julio de 2001 (24 años)      | 0    | 0     | Al-Khaburah       |
| 7   | DEL  | Issam Al-Sabhi           | 1 de mayo de 1997 (28 años)        | 56   | 14    | Al Quwa Al Jawiya |
| 11  | DEL  | Muhsen Al-Ghassani       | 27 de marzo de 1997 (28 años)      | 64   | 14    | Bangkok United    |
| 15  | DEL  | Rabia Al-Alawi           | 31 de marzo de 1995 (30 años)      | 17   | 5     | Al-Zawraa         |
| 21  | DEL  | Abdulrahman Al-Mushaifri | 16 de agosto de 1998 (26 años)     | 27   | 8     | Al-Seeb           |

## Entrenadores
| Entrenador            | años            |
| --------------------- | --------------- |
| Mohammed Al-Khafaji   | 1974–1976       |
| George Smith          | 1979            |
| Hamed El-Dhiab        | 1980–1982       |
| Mansaf El-Meliti      | 1982            |
| Paulo de Oliveira     | 1984            |
| Antônio Clemente      | 1986            |
| Jorge Vitório         | 1986–1988       |
| Karl-Heinz Heddergott | 1988–1989       |
| Bernd Patzke          | 1990–1992       |
| Heshmat Mohajerani    | 1992–1994       |
| Rashid Jaber          | 1995–1996       |
| Mahmoud El-Gohary     | 1996            |
| Jozef Vengloš         | 1996–1997       |
| Ian Porterfield       | 1997            |
| Homayoun Shahrokhi    | 1997–1998       |
| Valdeir Vieira        | 1998–1999       |
| Carlos Alberto Torres | 2000–2001       |
| Milan Máčala          | 2001            |
| Bernd Stange          | 2001            |
| Rashid Jaber          | 2002            |
| Milan Máčala          | 2003–2005       |
| Srečko Juričić        | 2005–2006       |
| Hamad Al-Azani        | 2006            |
| Milan Máčala          | 2006–2007       |
| Hamad Al-Azani        | 2007 (interino) |
| Gabriel Calderón      | 2007–2008       |
| Julio César Ribas     | 2008            |
| Hamad Al-Azani        | 2008            |
| Claude Le Roy         | 2008–2010       |
| Hamad Al-Azani        | 2010–2011       |
| Paul Le Guen          | 2011–2015       |
| Juan Ramón López Caro | 2016            |
| Pim Verbeek           | 2016–2019       |
| Erwin Koeman          | 2019            |
| Branko Ivanković      | 2020–2024       |
| Jaroslav Šilhavý      | 2024            |
| Rashid Jaber          | 2024-2025       |
| Carlos Queiroz        | 2025-presente   |